# Dan Håfström
Dan Håfström (født 15. juli 1972 i Vallentuna) er en svensk journalist og tidligere barneskuespiller. Han spillede rollen som Birk i spillefilmen Ronja Røverdatter (1984), der er baseret på Astrid Lindgrens børnebog af samme navn. Håfström fik senere i 1987 en mindre birolle i filmen Idag röd, der kun blev sendt på fjernsyn i Sverige.
Dan Håfström er søn af kunstneren Jan Håfström og koreografen Margaretha Åsberg, samt halvbror til instruktøren Mikael Håfström.

## Filmografi
- Ronja Røverdatter (1984)
- Idag röd (tv-film, 1987)